# Departure (Jesse McCartney)
Departure è il terzo album di Jesse McCartney. È stato pubblicato il 20 maggio 2008 negli Stati Uniti e il 23 maggio 2008 in Europa.

## Tracce
| #   | Titolo                                                     | Produttori                    | Durata |
| --- | ---------------------------------------------------------- | ----------------------------- | ------ |
| 1.  | "Turn It Up (Intro)" [Downloadable Bonus Track]            |                               | 1:28   |
| 2.  | "Leavin'"                                                  | Tricky Stewart and The-Dream  | 3:40   |
| 3.  | "It's Over"                                                | The Clutch                    | 4:09   |
| 4.  | "Rock You" (featuring Sean Garrett)                        | Sean Garrett and Kuya         | 3:10   |
| 5.  | "How Do You Sleep?"                                        | Sean Garrett and Clubba Langg | 3:44   |
| 6.  | "Into Ya"                                                  | Sean Garrett                  | 3:47   |
| 7.  | "Make Up"                                                  | Kwamé                         | 3:54   |
| 8.  | "My Baby"                                                  | J.R. Rotem                    | 3:33   |
| 9.  | "Told You So"                                              | Eric Hudson                   | 4:03   |
| 10. | "Relapse"                                                  | Madd Scientist                | 3:38   |
| 11. | "Runnin'"                                                  | The Clutch                    | 3:45   |
| 12. | "Freaky"                                                   | Madd Scientist                | 3:39   |
| 13. | "Not Your Enemy"                                           | Eric Hudson                   | 4:14   |
| 14. | "Bleeding Love" (Italian Edition and Japanese bonus track) | Ryan Tedder                   | 3:51   |

Bonus Tracks
| #   | Title                                                                                 | Time |
| --- | ------------------------------------------------------------------------------------- | ---- |
| 15. | "Oxygen" (Japanese bonus track)                                                       | 4:02 |
| 16. | "Leavin'" (Bimbo Jones Radio Edit Remix) (Australian iTunes and Japanese bonus track) | 4:09 |
| 17. | "Leavin'" (JFK Remix) (Japanese bonus track)                                          | 4:13 |
| 18. | "Leavin' (Remix)" (featuring Baby Bash)                                               | 3:47 |

## Pubblicazione
20 maggio 2008 (Stati Uniti & Taiwan)
23 maggio 2008 (Europa)
26 maggio 2008 (Spagna)
31 maggio 2008 (Australia)
4 giugno 2008 (Giappone)
16 giugno 2008 (Inghilterra)
30 giugno 2008 (Francia)

## Classifiche
"Departure" debutta alla numero 14 nella "Billboard 200 charts" in Stati Uniti con 30,281 copie vendute nella prima settimana. Stando ai dati aggiornati al 18 giugno 2008 l'album ha raggiunto le 56,695 copie.
| Classifica (2008)                   | Massima posizione |
| ----------------------------------- | ----------------- |
| Taiwan Albums Chart                 | 1                 |
| Australia ARIA Albums Chart         | 92                |
| Canada Albums Chart                 | 37                |
| Hong Kong HMV Top 40 Chart          | 27                |
| Hong Kong HMV rockpop Chart         | 12                |
| Italian Albums Chart                | 15                |
| U.S. Billboard 200                  | 14                |
| U.S. Billboard Comprehenisve Albums | 14                |